# Gennadas bouvieri
Gennadas bouvieri is een tienpotigensoort uit de familie van de Benthesicymidae. De wetenschappelijke naam van de soort is voor het eerst geldig gepubliceerd in 1909 door Kemp.